# Louis Béors
Louis Béors, né le 8 juin 1899 à Paris (18e arrondissement), mort le 25 mai 1971 à Saint-Ouen (Seine-Saint-Denis), est un tourneur sur métaux devenu membre du Comité central du Parti communiste français (PCF) en 1926, pour en être exclu en 1927-1928, en tant qu'oppositionnel. Sous l'Occupation, lorsque le mouvement Libération-Nord s'implante en 1942 dans la banlieue Nord-Est de Paris, il devient un de ses principaux recruteurs. 

## Biographie
Louis Raymond Béors est né le 8 juin 1899 à Paris (18e arrondissement). 
En 1918, il est incorporé au 48e régiment d'infanterie. 
En 1921-1922, d'abord renvoyé dans ses foyers, il est rappelé pour une nouvelle période militaire. 
En 1923, il devient secrétaire de la section de Saint-Ouen du PCF. 
En 1924, il assiste au congrès fédéral de la Seine, puis au congrès national du PCF, à Lyon, qui l'élit à sa Commission nationale des conflits. En novembre, il suit les cours de la première École centrale du PCF, à Bobigny. 
Tourneur sur métaux de son état, il épouse Maria Halhan, couturière à Pont-l'Abbé (Finistère), en 1925. Cette même année, il est chargé, en qualité de permanent, du secrétariat de la région bretonne du PCF, alors Section française de l'Internationale communiste (SFIC). Il suit notamment la grève des sardinières à Douarnenez (Finistère) et rédige un rapport sévère à l'égard de Daniel Le Flanchec, devenu maire le 7 octobre 1924. Toujours en 1925, il est poursuivi en raison de sa lutte contre la guerre du Maroc. 
En 1926, au Ve congrès du PCF, à Lille, il intervient et est élu au Comité central du parti. On le cite en exemple pour son Bulletin régions. 
En 1927, les Cahiers du bolchévisme critiquent une lettre qu'il a adressée au secrétariat du parti, dans laquelle il fait notamment des réserves quant à la possibilité de la construction du socialisme dans un seul pays. Par ailleurs, avec quelques autres membres du Comité central, il vote contre la résolution du VIIe exécutif de l'Internationale communiste (IC), sur la question russe. En juin, à la conférence du PCF de Saint-Denis, il est le porte-parole de l'opposition d'extrême-gauche et vote contre la résolution politique adoptée. Le Comité central le blâme pour cette attitude. En novembre, il est signataire d'un appel au XVe congrès du PC russe en faveur, notamment, de la réintégration des oppositionnels. Résultat : il n'est pas convoqué au Comité central suivant et est suspendu de participation à cette instance. Bientôt, à la demande de sa cellule, le Comité central ratifie son exclusion du parti. 
En 1931, malgré son exclusion, il continue à militer dans la section de Saint-Ouen. 
En 1941, il est interné, puis libéré. 
Lorsque le mouvement Libération-Nord s'implante courant 1942 dans la banlieue Nord-Est de Paris, il devient un de ses principaux recruteurs auprès des enseignants, des employés des PTT, des services municipaux, du Ravitaillement et des usines Alsthom et T.E.M.. 
En 1943, le PCF confirme la validité de son exclusion. 
En 1946, il est membre de la section de Saint-Ouen de la SFIO.
Il meurt le 25 mai 1971 à Saint-Ouen.

## Sources
- Dictionnaire biographique du mouvement ouvrier français, Les Éditions de l'Atelier, 1997.
- Dictionnaire biographique, mouvement ouvrier, mouvement social : notice biographique.